# Сударка
Сударка (рум. Sudarca) — село в Дондюшанском районе Молдавии. Является административным центром коммуны Сударка, включающей также село Брайково.

## География
Село расположено на высоте 227 метров над уровнем моря.

## Население
По данным переписи населения 2004 года, в селе Сударка проживает 1499 человек (694 мужчины, 805 женщин).
Этнический состав села:
| Национальность | Число жителей | Процентный состав |
| -------------- | ------------- | ----------------- |
| молдаване      | 1471          | 98,13             |
| украинцы       | 16            | 1,07              |
| румыны         | 6             | 0,4               |
| русские        | 3             | 0,2               |
| прочие         | 3             | 0,2               |
| Всего          | 1499          | 100 %             |